# Edtjärnarna (Transtrands socken, Dalarna, 681048-135394)
Edtjärnarna är en sjö i Malung-Sälens kommun i Dalarna och ingår i Dalälvens huvudavrinningsområde. Sjön har en area på 0,0331 kvadratkilometer och ligger 407,3 meter över havet.

## Delavrinningsområde
Edtjärnarna ingår i det delavrinningsområde (681253-135418) som SMHI kallar för Ovan Storhöljan. Medelhöjden är 439 meter över havet och ytan är 19,97 kvadratkilometer. Räknas de 93 avrinningsområdena uppströms in blir den ackumulerade arean 759,25 kvadratkilometer. Fulan som avvattnar avrinningsområdet har biflödesordning 3, vilket innebär att vattnet flödar genom totalt 3 vattendrag innan det når havet efter 480 kilometer. Avrinningsområdet består mestadels av skog (76 procent). Avrinningsområdet har 0,34 kvadratkilometer vattenytor vilket ger det en sjöprocent på 1,7 procent.